# Марикопа (город)
Марикопа (англ. Maricopa) — город в США, в штате Аризона, в округе Пинал.

## География
Площадь Марикопы составляет 112,44 км², из них 112,16 км² — суша и 0,28 км² — водные поверхности.

## Население
По данным переписи 2010 года население Марикопы составляет 43 482 человека. Плотность населения — около 526 чел/км². Расовый состав: белые (70,2 %); афроамериканцы (9,7 %); коренные американцы (2,0 %); азиаты (4,1 %); жители островов Тихого океана (0,3 %); представители других рас (8,5 %) и представители двух и более рас (5,3 %).
32,5 % населения города — лица в возрасте младше 18 лет; 6,2 % — от 18 до 24 лет; 35,0 % — от 25 до 44 лет; 19,8 % — от 45 до 64 лет и 6,5 % — 65 лет и старше. Средний возраст населения — 31,2 лет. На каждые 100 женщин приходится 98,5 мужчин. На каждые 100 женщин в возрасте старше 18 лет — 94,8 мужчин.
Средний доход на домохозяйство — $67 692; средний доход на семью — $69 818. Средний доход на душу населения — $27 618. Примерно 3,7 % семей и 5,2 % населения проживали за чертой бедности.
Динамика численности населения города по годам:
| 2000 | 2010   | 2019   |
| ---- | ------ | ------ |
| 1040 | 43 482 | 52 127 |